# Aromobatidae
Die Aromobatidae sind eine im tropischen Mittel- und Südamerika verbreitete Familie der Froschlurche. Die nahe mit den Baumsteigerfröschen verwandte und diesen sehr ähnliche Gruppierung wurde vorwiegend aufgrund molekularbiologischer Befunde als eigene Familie von diesen abgegrenzt. Sie umfasst fünf Gattungen und 121 Arten. Entgegen ihrem Ruf als Pfeilgiftfrösche, den sie ihrer früheren systematischen Einordnung verdanken, sind die Aromobatidae ungiftig.

## Taxonomie

### Beziehungen zu anderen Taxa
Die heute als Aromobatidae klassifizierten Frösche wurden in der Vergangenheit der Familie der Baumsteigerfrösche (Dendrobatidae) zugeordnet. Auf der Grundlage einer umfangreichen Analyse phänotypischer und molekulargenetischer Merkmale wurden sie jedoch als neue, eigene Familie von diesen ausgegliedert. Die auf diese Weise arrangierten Familien Aromobatidae und Dendrobatidae sind Schwestergruppen. Die ehemalige Gruppierung der Baumsteigerfrösche, die die Aromobatidae mit einschloss, ist somit monophyletisch. Sie wurde bei der taxonomischen Umstellung in den Rang einer Überfamilie namens Dendrobatoidea gehoben. Die deutsche Bezeichnung Baumsteigerfrösche wurde jedoch auf Familieniveau dahin gehend angepasst, dass sie die Aromobatidae nicht mehr einschließt.
|  | Rheobates      |
|  |                |
|  | Anomaloglossus |
|  |                |

| Aromobatinae | \| \| Aromobates \| \| \| \| \| \| Mannophryne \| \| \| \| |
|              | \| \| Aromobates \| \| \| \| \| \| Mannophryne \| \| \| \| |
| Allobatinae  | Allobates                                                  |
|              | Allobates                                                  |
|              | Aromobates                                                 |
|              |                                                            |
|              | Mannophryne                                                |
|              |                                                            |

|  | Aromobates  |
|  |             |
|  | Mannophryne |
|  |             |

|  | Rheobates      |
|  |                |
|  | Anomaloglossus |
|  |                |

| Aromobatinae | \| \| Aromobates \| \| \| \| \| \| Mannophryne \| \| \| \| |
|              | \| \| Aromobates \| \| \| \| \| \| Mannophryne \| \| \| \| |
| Allobatinae  | Allobates                                                  |
|              | Allobates                                                  |
|              | Aromobates                                                 |
|              |                                                            |
|              | Mannophryne                                                |
|              |                                                            |

|  | Aromobates  |
|  |             |
|  | Mannophryne |
|  |             |

|  | Rheobates      |
|  |                |
|  | Anomaloglossus |
|  |                |

| Aromobatinae | \| \| Aromobates \| \| \| \| \| \| Mannophryne \| \| \| \| |
|              | \| \| Aromobates \| \| \| \| \| \| Mannophryne \| \| \| \| |
| Allobatinae  | Allobates                                                  |
|              | Allobates                                                  |
|              | Aromobates                                                 |
|              |                                                            |
|              | Mannophryne                                                |
|              |                                                            |

|  | Aromobates  |
|  |             |
|  | Mannophryne |
|  |             |

|  | Rheobates      |
|  |                |
|  | Anomaloglossus |
|  |                |

| Aromobatinae | \| \| Aromobates \| \| \| \| \| \| Mannophryne \| \| \| \| |
|              | \| \| Aromobates \| \| \| \| \| \| Mannophryne \| \| \| \| |
| Allobatinae  | Allobates                                                  |
|              | Allobates                                                  |
|              | Aromobates                                                 |
|              |                                                            |
|              | Mannophryne                                                |
|              |                                                            |

|  | Aromobates  |
|  |             |
|  | Mannophryne |
|  |             |

Phylogenetische Beziehungen und Klassifikation der Aromobatidae

### Unterfamilien und Gattungen
Innerhalb der Aromobatidae wurden bei der Erstbeschreibung zugleich drei neue Unterfamilien und zwei neue Gattungen errichtet, woraus sich folgende Klassifikation ergibt:
Unterfamilie Anomaloglossinae Grant, Frost, Caldwell, Gagliardo, Haddad, Kok, Means, Noonan, Schargel & Wheeler, 2006
- Gattung Anomaloglossus Grant, Frost, Caldwell, Gagliardo, Haddad, Kok, Means, Noonan, Schargel & Wheeler, 2006
- Gattung Rheobates Grant, Frost, Caldwell, Gagliardo, Haddad, Kok, Means, Noonan, Schargel & Wheeler, 2006

Unterfamilie Aromobatinae Grant, Frost, Caldwell, Gagliardo, Haddad, Kok, Means, Noonan, Schargel & Wheeler, 2006
- Gattung Aromobates Myers, Paolillo & Daly, 1991
- Gattung Mannophryne Marca, 1991

Unterfamilie Allobatinae Grant, Frost, Caldwell, Gagliardo, Haddad, Kok, Means, Noonan, Schargel & Wheeler, 2006
- Gattung Allobates Zimmermann & Zimmermann, 1988

Während die Anomaloglossinae aus einem basalen Zweig der Aromobatidae hervorgehen, besteht zwischen den Aromobatinae und den Allobatinae ein Schwestergruppenverhältnis. Die abschließende Klassifikation der Erstbeschreibung ist diesbezüglich fehlerhaft. Bei der Beschreibung der Aromobatidae werden zunächst nur zwei Unterfamilien, Anomaloglossinae und Aromobatinae, aufgeführt, die dann als Schwestergruppen beschrieben werden. Anschließend wird jedoch die dritte Unterfamilie Allobatinae beschrieben und im Widerspruch dazu ebenfalls als Schwestergruppe der Aromobatinae bezeichnet. Die oben dargestellten phylogenetischen Beziehungen entsprechen den zusammenfassenden Darstellungen der Erstbeschreiber in einem Kladogramm, das diese Widersprüche nicht aufweist.
Zu den Aromobatidae incertae sedis wird außerdem die Art "Prostherapis" dunni Rivero, 1961 gestellt, deren Position innerhalb der Familie ungeklärt ist.

## Merkmale

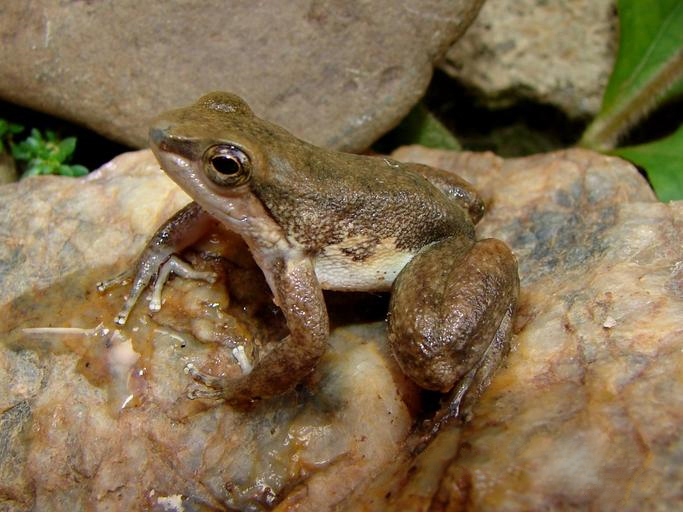
Rheobates palmatus

Obwohl die Errichtung der Familie Aromobatidae auf einer Analyse sowohl phänotypischer als auch molekulargenetischer Daten beruht, finden sich Synapomorphien und diagnostische Einzelmerkmale ausschließlich in verschiedenen, vor allem mitochondrialen DNA-Sequenzen. Morphologisch und ethologisch (siehe Abschnitt Lebensweise) sind die Aromobatidae ihrer Schwestergruppe, den Baumsteigerfröschen, sehr ähnlich. Im Unterschied zu diesen sondern sie jedoch keine Alkaloide ab und sind daher nicht giftig. Möglicherweise im Zusammenhang damit sind manche Vertreter der Aromobatidae unauffälliger gefärbt als Baumsteigerfrösche, so dass sie vor Angreifern getarnt sind.

## Geografische Verbreitung
Aromobatidae finden sich im Tropengürtel Mittel- und Südamerikas sowie auf den Kleinen Antillen. Die größte Anzahl der Arten tritt an den Osthängen der Anden, im Regenwald des Amazonasbeckens und der Mata Atlântica auf. Am weitesten nördlich auf der mittelamerikanischen Landbrücke reicht das Verbreitungsgebiet von Allobates talamancae bis ins südliche Nicaragua. In der Karibik findet sich Allobates chalcopis auf Martinique, Mannophryne trinitatis auf Trinidad und noch weiter nördlich Mannophryne olmonae auf Tobago. In Brasilien endet das Verbreitungsgebiet südlich der tropischen Regenwaldgebiete, in den Anden ist die südlichste Art Allobates mcdiarmidi  in Bolivien.

## Lebensweise
Lebensraum der Aromobatidae ist der Tropische Regenwald. In den Anden besiedeln sie die untersten Höhenstufen, die von diesem Vegetationstyp geprägt sind. Rheobates dringt in Höhen von über 2000 m vor. In Amazonien und im Osten Brasiliens konzentriert sich die Verbreitung ebenso auf die Regenwaldgebiete. Mit Ausnahme von Aromobates nocturnus sind Aromobatidae tagaktiv und terrestrisch. Habitatwahl und Fortpflanzung zeigen viele Parallelen zu den Baumsteigerfröschen. Einige Vertreter bevorzugen die Nähe von Flussufern, während andere auch weiter davon entfernt vorkommen. Die Kaulquappen werden von erwachsenen Tieren auf dem Rücken transportiert. Dieses Brutpflegeverhalten wird entweder nur von den Männchen oder von beiden Geschlechtern gemeinsam betrieben. Eine Ausnahme hiervon ist die Art Allobates talamancae, bei der ausschließlich die Weibchen Kaulquappen transportieren. Die Larven wachsen, von erwachsenen Tieren behütet, in stehenden oder fließenden Gewässern am Boden, teilweise auch in Phytotelmata, beispielsweise auf Bromeliengewächsen auf.

## Gefährdung und Schutz
Die Abhängigkeit vom tropischen Regenwald als Habitat impliziert eine ähnliche Gefährdungssituation wie bei den Baumsteigerfröschen, allerdings liegen für viele Aromobatidae nur unzureichende Bestandsdaten vor. In der Roten Liste gefährdeter Arten der IUCN wird vor allem bei zahlreichen Arten von Anomaloglossus und Allobates das Datenmaterial für unzureichend befunden. Bei den übrigen Arten reicht die Einstufung von Least Concern (nicht gefährdet) bis hin zu Critically Endangered (vom Aussterben bedroht). Gefährdet sind insbesondere alle Vertreter der Gattungen Aromobates und Mannophryne. "Prostherapis" dunni ist als Critically Endangered (vom Aussterben bedroht) eingestuft. Im Washingtoner Artenschutz-Übereinkommen (CITES), Anhang II, sind nur zwei Arten der Gattung Allobates aufgeführt.